# Championnat d'Afrique du Sud de football 2021-2022
Navigation
Édition précédente Édition suivante
La saison 2021-2022 du Championnat d'Afrique du Sud de football est la 26e édition du championnat de première division en Afrique du Sud, pour des raisons de parrainage le championnat est nommé DSTV Premiership. Les seize meilleurs clubs du pays sont regroupés au sein d'une poule unique, où ils s'affrontent deux fois au cours de la saison, à domicile et à l'extérieur. À l'issue du championnat, le dernier du classement est relégué tandis que l'avant-dernier dispute un barrage de promotion-relégation face aux meilleures équipes de National First Division, la deuxième division sud-africaine.

## Avant saison
- Le Marumo Gallants FC achète la licence du Tshakhuma Tsha Madzivhandila[1].

- Le Royal AM FC achète la licence du Bloemfontein Celtic[2].

## Compétition

### Classement
Le classement est établi sur le barème de points classique (victoire à 3 points, match nul à 1, défaite à 0).
Pour départager les égalités, on tient d'abord compte de la différence de buts générale, puis du nombre de buts marqués, puis des confrontations directes.
| Rang | Équipe                 | Pts | J  | G  | N  | P  | Bp | Bc | Diff |
| ---- | ---------------------- | --- | -- | -- | -- | -- | -- | -- | ---- |
| 1    | Mamelodi Sundowns T'C' | 65  | 30 | 19 | 8  | 3  | 56 | 20 | +36  |
| 2    | Cape Town City FC      | 49  | 30 | 12 | 13 | 5  | 32 | 24 | +8   |
| 3    | Royal AM               | 47  | 30 | 12 | 11 | 7  | 43 | 31 | +12  |
| 4    | Stellenbosch FC        | 47  | 30 | 11 | 14 | 5  | 32 | 23 | +9   |
| 5    | Kaizer Chiefs          | 47  | 30 | 13 | 8  | 9  | 34 | 26 | +8   |
| 6    | Orlando Pirates        | 44  | 30 | 10 | 14 | 6  | 34 | 28 | +6   |
| 7    | AmaZulu                | 41  | 30 | 8  | 17 | 5  | 24 | 22 | +2   |
| 8    | SuperSport United      | 40  | 30 | 10 | 10 | 10 | 46 | 32 | +14  |
| 9    | Golden Arrows          | 40  | 30 | 9  | 13 | 8  | 35 | 40 | -5   |
| 10   | Marumo Gallants FC     | 34  | 30 | 7  | 13 | 10 | 22 | 28 | -6   |
| 11   | Sekhukhune UnitedP     | 33  | 30 | 8  | 9  | 13 | 21 | 24 | -3   |
| 12   | Maritzburg United      | 31  | 30 | 7  | 10 | 13 | 22 | 33 | -11  |
| 13   | TS Galaxy              | 30  | 30 | 7  | 9  | 14 | 22 | 38 | -16  |
| 14   | Chippa United          | 29  | 30 | 5  | 14 | 11 | 23 | 33 | -10  |
| 15   | Moroka Swallows FC     | 26  | 30 | 4  | 14 | 12 | 22 | 36 | -14  |
| 16   | Baroka FC              | 25  | 30 | 6  | 7  | 17 | 22 | 40 | -18  |

|  | Qualification pour la Ligue des champions de la CAF 2022-2023                  |
|  | Qualification pour la Coupe de la confédération 2022-2023                      |
|  | Relégation directe en deuxième division                                        |
|  | barrage de relégation                                                          |
|  | T : Tenant du titre C : Vainqueur de la Coupe d'Afrique du Sud P : Promu de D2 |

- Marumo Gallants FC en tant que finaliste de la Coupe se qualifie pour la Coupe de la confédération, Mamelodi Sundowns ayant réussi le doublé coupe-championnat.

### Barrage de promotion-relégation
Les barrages  opposent le 15e de première division, Moroka Swallows FC, aux 2e et 3e de deuxième division, University of Pretoria FC et Cape Town All Stars. Le tournoi se déroule du 29 mai au 15 juin 2022.
| Rang | Équipe                         | Pts | J | G | N | P | Bp | Bc | Diff |
| ---- | ------------------------------ | --- | - | - | - | - | -- | -- | ---- |
| 1    | Moroka Swallows FC (D1)        | 7   | 4 | 2 | 1 | 1 | 4  | 3  | +1   |
| 2    | University of Pretoria FC (D2) | 5   | 4 | 1 | 2 | 1 | 4  | 3  | +1   |
| 3    | Cape Town All Stars (D2)       | 4   | 4 | 1 | 1 | 2 | 5  | 7  | -2   |

À l'issue du tournoi, les clubs restent dans leur division respective.

## Bilan de la saison
| Championnat d'Afrique du Sud de football 2021-2022                        |                                             |
| Champion                                                                  | Mamelodi Sundowns Football Club (12e titre) |
| Coupes et trophées                                                        |                                             |
| Vainqueur de la Coupe d'Afrique du Sud 2021-2022                          | Mamelodi Sundowns Football Club             |
| Qualifications continentales                                              |                                             |
| Ligue des champions de la CAF 2022-2023                                   | Mamelodi Sundowns                           |
| Ligue des champions de la CAF 2022-2023                                   | Cape Town City FC                           |
| Coupe de la confédération 2022-2023                                       | Royal AM                                    |
| Coupe de la confédération 2022-2023                                       | Marumo Gallants FC                          |
| Promotions et relégations                                                 |                                             |
| Promus en Championnat d'Afrique du Sud de football                        | Richards Bay Football Club                  |
| Relégués en Championnat d'Afrique du Sud de football de deuxième division | Baroka FC                                   |